# Vojislav Bakrač
Vojislav Bakrač (ur. 29 października 1981 w Nikšiciu) – czarnogórski piłkarz występujący na pozycji obrońcy. Obecnie pozostaje bez klubu. Od 1999 roku występował w klubach z Serbii i Czarnogóry – Sutjeska Nikšić, Radnički Nisz, Čukarički Stankom i Hajduk Belgrad. W 2006 roku wyjechał do węgierskiego FC Tatabánya, które opuścił rok później. W 2007 roku podpisał kontrakt z polską Miedzią Legnica. W 2010 roku odszedł z klubu.